# Naissance en 1151
Naissance
- 1147
- 1148
- 1149
- 1150
- 1151
- 1152
- 1153
- 1154
- 1155

Cette page dresse une liste de personnalités nées au cours de l'année 1151 :

## Date certaine
- Alix de France, comtesse de Blois.
- Igor Sviatoslavitch, prince de Poutyvl, de Novhorod-Siverskyï et de Tchernigov.
- Michel Ier Iourievitch, prince du Rus' de Kiev de la dynastie des Riourikides.
- Wang Tingyun, peintre chinois.

## Date incertaine (vers 1151)
- Géza, prince royal hongrois de la dynastie d'Árpád.
- Tailapa III (en), roi des Chalukya occidentaux.
- Agnès d'Essex, comtesse d'Oxford.